# Petit-Val
Petit-Val est une commune suisse du canton de Berne, située dans l'arrondissement administratif du Jura bernois.

## Histoire
La commune de Petit-Val voit le jour le 1er janvier 2015 à la suite de la fusion des anciennes communes de Châtelat, Monible, Sornetan et Souboz.